# Bernard (książę Saksonii-Weimaru)
Bernard (ur. 16 sierpnia 1604 w Weimarze, zm. 18 lipca 1639 w Neuenburgu) – książę sasko-weimarski, landgraf Turyngii, wódz protestancki z czasów wojny trzydziestoletniej.

## Początki
Był jedenastym z kolei synem Jana, księcia Saksonii-Weimaru. Otrzymał wyjątkowo dobrą edukację, studiował na uniwersytecie w Jenie, lecz wkrótce udał się na dwór saski księcia elektora, by zająć się ćwiczeniami rycerskimi. W momencie wybuchu wojny trzydziestoletniej stanął po stronie protestantów i służył pod grafem Ernstem von Mansfeldem w bitwie pod Wiesloch (1622), pod margrabią badeńskim Fryderykiem V bił się pod Wimpfen (1622), a ze swym bratem Wilhelmem pod Stadtlohn (1623). Niezniechęcony tymi porażkami wziął udział w kampaniach króla Danii Chrystiana IV, a gdy ten wycofał się z działań wojennych, Bernard udał się do Niderlandów, gdzie w 1629 r. uczestniczył w oblężeniu ’s-Hertogenbosch.

## W służbie szwedzkiej
Gdy w Niemczech wylądował król Szwecji Gustaw II Adolf, Bernard natychmiast dołączył do niego. Przez krótki czas był pułkownikiem w szwedzkiej gwardii konnej. Po bitwie pod Breitenfeld towarzyszył Gustawowi w jego marszu nad Ren. Do bitwy Gustawa Adolfa z Wallensteinem pod Alte Veste w 1632 r. Bernard dowodził licznymi ekspedycjami na obszarze od Mozeli do Tyrolu. Pod Alte Veste wykazał się najwyższą odwagą, a w bitwie pod Lützen w 1632 r., w której zginął Gustaw Adolf, Bernard objął dowództwo, zabijając pułkownika, który nie chciał pozwolić, by jego ludzi użyto do szarży, i na koniec dzięki wściekłej energii wygrał bitwę o zachodzie słońca.
Na początku podlegał swemu bratu Wilhelmowi, który u Szwedów miał stopień generała-lejtnanta. Jednak wkrótce potem stał się samodzielnym wodzem. Bernard organizował liczne zagony w południowych Niemczech, a ze szwedzkim wodzem gen. Gustafem Hornem zorganizował w 1633 udaną inwazję na Bawarię, bronioną przez cesarskiego wodza generała Johanna von Aldringen. Jeszcze w tym roku został nagrodzony, otrzymując dawne biskupstwa Würzburg i Bamberg wraz z tytułem księcia Frankonii. Gdy usadowił tam swoich braci w roli namiestników, wrócił do walki. Jako zatwardziały protestant, egzekwował ciężkie kontrybucje z tych zdobytych katolickich miast. Jego ciągłe zwycięstwa spowodowały, że niemieccy protestanci zaczęli uważać go za zbawcę ich religii. Jednak w 1634 r. Bernard doznał ciężkiej klęski pod Nördlingen.

## W służbie francuskiej
W 1635 r. wstąpił do służby w armii francuskiej, która właśnie przystąpiła do wojny. Był jednocześnie naczelnym wodzem sił Ligi z Heilbronn (liga była sojuszem Szwecji, Francji i książąt protestanckich zachodnich Niemiec – akt założenia podpisano w Heilbronn 23 kwietnia 1633) i jednocześnie generałem w służbie francuskiej. Ta podwójna rola była niezwykle kłopotliwa; w przyszłych kampaniach, prowadzonych z talentem i odwagą, Bernard czasami realizował czysto francuską politykę, podczas gdy innym razem używał francuskich najemników na korzyść książąt niemieckich. Z wojskowego punktu widzenia najbardziej znaczące sukcesy osiągnął podczas operacji nad górnym Renem, w Bryzgowii.
W swoich wielkich kampaniach w 1638 r. wygrał bitwy pod Rheinfelden, pod Wittenweier i Thann, zdobył Rheinfelden (Baden), Fryburg Bryzgowijski i Breisach, przy czym ta ostatnia miała reputację jednej z najpotężniejszych twierdz w Europie. Bernard uzyskał konkretne zapewnienia od Francji, że otrzyma Alzację i Haguenau. Miał nadzieję, że świeżo zdobyta twierdza Breisach stanie się stolicą jego nowego księstwa. Jednak zdrowie jego zaczęło nagle szwankować, stan jego bardzo szybko pogarszał się. Zmarł na początku nowej kampanii, a gubernator Breisach dał się przekupić Francuzom i oddał twierdzę pod ich zarząd. Bernard Weimarski pochowany został w Breisach, jednak później szczątki jego stopniowo przenoszono do Weimaru.